# Achiel Stubbe

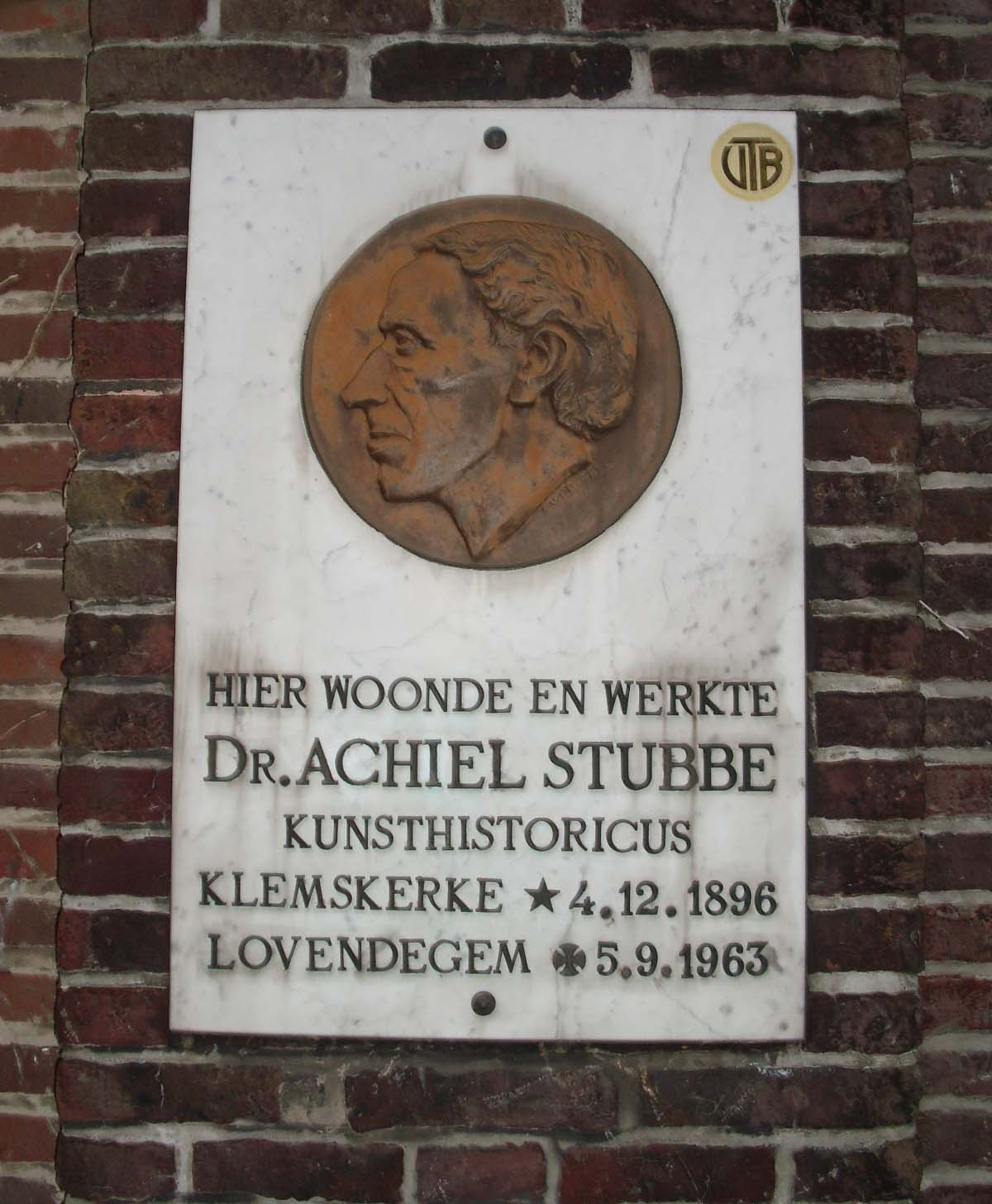
Plakket in Lovendegem.

Achilles (Achiel) Stubbe (Klemskerke, 4 december 1896 – Lovendegem, 5 september 1963) was een Belgisch rooms-katholiek priester en kunsthistoricus. Hij werd geboren in het gezin van Charles Stubbe (1851-1903) en Rosalie Quyo, die in Klemskerke een kruidenierszaak uitbaatten.
Aan de Katholieke Universiteit Leuven werd hij licentiaat en doctor in de moderne geschiedenis, kunstgeschiedenis en archeologie. Hij werd vooral bekend voor zijn publicaties over kunst en kunstenaars in hun historische context.

## Docent
Stubbe trad binnen bij de redemptoristen en werd priester gewijd in 1922, om nadien docent te worden in de kerkgeschiedenis aan het Scholasticaat van de Redemptoristen in Leuven. Voor de Tweede Wereldoorlog was hij parochiepriester in Zelzate en Ledeberg. Vanaf 1941 werd hij docent in Brussel aan het Radio- en Filmtechnisch Instituut. In 1960 werd hij geestelijk directeur van de Zusters van Liefde in Lovendegem. Ondertussen (1956) was hij lid geworden van de Academie voor Kunsten en Wetenschappen.